# 禸部
禸部（）は、漢字を部首により分類したグループの一つ。
康熙字典214部首では114番目に置かれる（5画の20番目、午集の20番目）。

## 概要
禸部には「禸」を筆画の一部として持つ漢字を分類している。
単独の「禸」という文字はもともと存在しなかったが、分類のために作られた。『説文解字』では獣の足跡を意味すると説明されているが、実例は無い。禸部に属する漢字の「禸」はもともと“丨”、“十”、“七”のような形だった筆画構成を無意味に複雑化してできたもので、特定の起源には由来しない。
なお通常は囲い（九）の中は「ム」形であるが、上の偏旁から貫いているときは1画目がまっすぐとなり⊥に点の形となる。
注意することは「瓜」の「ム」がそのまま2画（日本の新字体では3画）であるのに対し、「禸」の「ム」形は⊥+点に合わせて3画と数えられており、明朝体のデザインによっては3画を強調しようと1画目の終端と2画目の先端とのずれ具合を大きくするものがある。
篆書などでは終端を輪状にした1筆で書けるものであり、瓜と同様の変化である。3画と数えるのは単に分類を目的とした画数順字書の性格上、統一性を持たせたものであって、筆記する際にわざわざ離して書かなければならないというものではない。
なお禸を構成要素とする「离」「禹」「禺」「禽」は新たな偏旁となっており、もっぱら声符として使われている。
現代の中国の簡体字の部首分類法で削除されている部首の一つである。

## 部首の通称
- 日本：ぐうのあし（音がグウである禺の脚であることから）・じゅう
- 韓国：자귀유（jagwi yu bu、獣の足跡の禸部）
- 英米：Radical track

## 部首字
禸
- 中古音
  - 広韻 - 人九切、有韻、上声
  - 詩韻 - 有韻、上声
  - 三十六字母 - 日母
- 現代音
  - 普通話 - ピンイン：róu 注音：ㄖㄡˊ ウェード式：jou2
  - 広東語 - Jyutping:jau5 イェール式:yau5
- 日本語 - 音：ジュウ（ジウ）（漢音）
- 朝鮮語 - 音：유(yu) 訓：자귀（jagwi、獣の足跡）

## 例字
- 禸
- 4:禹・禺、6:禽、7:禼